# 意溪镇
意溪镇，是中华人民共和国广东省潮州市湘桥区下辖的一个乡镇级行政单位。

## 行政区划
意溪镇下辖以下地区：
长和社区、寨内社区、坝街社区、上津村、永安村、中津村、小陂村、书厝楼村、石牌村、东洋温村、东郊村、团三村、橡埔村、四益村、头塘村、河北村、埔东村、坪埔村、后径村、锡美村、西都村、莲上村、下坪村、四宁村、古庵村、桂坑村和荆山村。